# SN 2008bu
SN 2008bu – supernowa typu II odkryta 17 kwietnia 2008 roku w galaktyce E586-G02. W momencie odkrycia miała maksymalną jasność 17,70m.